# Arup Bose
Arup Bose (1 de abril de 1959) é um estatístico indiano, professor de estatística teórica e matemática do Indian Statistical Institute, Calcutá.
Arup Bose obteve os o bacharelado, mestrado e doutorado no Indian Statistical Institute, Calcutá, orientado por G. Jogesh Babu. Seguiu então para os Estados Unidos, onde foi professor assistente da Universidade Purdue, retornando depois de 4 anos para a Índia em 1991, como professor associado do Indian Statistical Institute, Calcutá, promovido a professor pleno em 1995.
Foi palestrante convidado do Congresso Internacional de Matemáticos em Hyderabad (2010: Patterned random matrices and method os moments) na seção Probability and Statistics.